# Synagoga w Szczebrzeszynie
Synagoga w Szczebrzeszynie – główna synagoga gminy żydowskiej w Szczebrzeszynie, znajdująca się w zachodniej części miasta przy ulicy Sądowej 2. Od północy sąsiaduje z rynkiem, od wschodu z kościołem św. Katarzyny, a od zachodu z cerkwią Zaśnięcia Najświętszej Maryi Panny.

## Historia
Synagoga została zbudowana na początku XVII wieku, na miejscu starej synagogi. W 1648 została spalona przez Kozaków podczas oblężenia twierdzy Zamość. W 1659 gruntownie ją wyremontowano. W XVIII wieku, została częściowo przebudowana. W 1885 w pracach remontowych udział wzięli: Piotr Radziszewski (prace murarskie), Szmuel Beglauter (prace ciesielskie), Chaim Laske (prace tynkarskie), Jankiel Cukier z Józefowa (dostarczyciel kamienia, cegły i wapna), Ela Szajman (dostarczyciel drewna). Podczas remontu synagogi po pożarze z 1905 pracami kierował Awraham Mordechaj Bojm, a do samych prac zatrudniono tylko szczebrzeskich Żydów.
Podczas II wojny światowej, w 1940 hitlerowcy spalili synagogę. Po wojnie w 1946 runęły sklepienia budowli, lecz w latach 1957–1963 została gruntownie odbudowana i od 1965 przeznaczona na Miejsko-Gminny Ośrodek Kultury, który znajduje się w niej do dziś. W najbliższym czasie synagoga zostanie przekazana warszawskiej gminie żydowskiej.
W latach 2009–2010 synagoga przeszła remont, odnowiona została elewacja i wymienione instalacje, wycięto też rosnące w pobliżu drzewa, robiąc miejsce na parking. W czasie remontu budynek został przemalowany na kolor różowy.

## Architektura
Murowany budynek synagogi wzniesiono na planie prostokąta z dobudówkami, w stylu późnorenesansowym. Od strony południowej i północnej znajdują się parterowy dobudówki w których znajdują się babińce. Od strony zachodniej znajduje się piętrowa przybudówka, w której na parterze znajdował się przedsionek i sala obrad, a na piętrze babiniec. Pierwotnego kształtu przekrycia dachem nie znamy. Prawdopodobnie był to dach pogrążony skryty za attyką. Obecnie budynek jest przykryty zrekonstruowanym polskim dachem łamanym początkowo pokrytym gontem, który w 1986 wymieniono na pokrycie blachą. Wejście do prostokątnej i obniżonej sali modlitw prowadzi z przedsionku przez renesansowy, prosty, kamienny portal. Z pierwotnej budowli do dziś zachowała się tylko centralna część bryły budynku, dawniej mieszcząca główną salę modlitw (męska).
Wewnątrz sali głównej zachowała się oprawa aron ha-kodesz, nad którym znajduje się wykuty hebrajski tekst psalmu „Stawiam Pana przed sobą zawsze”. Cała sala główna z obniżoną o ok. 0,6 m podłogą względem terenu, posiada sklepienie klasztorne z lunetami. Ściany dawniej były zdobione pięknymi polichromiami i sztukateriami, na ścianie zachodniej i północnej zachowały się symbole lewitów, czyli dzban i misa, a na południowej menora oraz owoc granatu – symbol Ziemi Obiecanej. Zachował się również szeroki ozdobny pas z pilastrowymi wnękami arkadowymi poniżej okien, zwieńczony profilowanym gzymsem.
Na frontowej ścianie synagogi znajduje się kamienna tablica wmurowana w 1991 informująca w trzech językach: polskim, hebrajskim i jidisz, o historii i wcześniejszym przeznaczeniu budynku.
Pierwotne wyposażenie synagogi, które znane jest z archiwalnych zdjęć nie zachowało się. Oprócz aron ha-kodeszu były to: bima (najpierw drewniana, z rzeźbioną balustradą balaskową, później z balustradą kutą z żelaza), menora, fotel do obrzędu obrzezania (tzw. krzesło Eliasza) z drewnianym baldachimem, drewniany stół do wykładania Tory, drewniane ławki, skarbona wmurowana w ścianę po południowej stronie wejścia, mosiężne żyrandole.

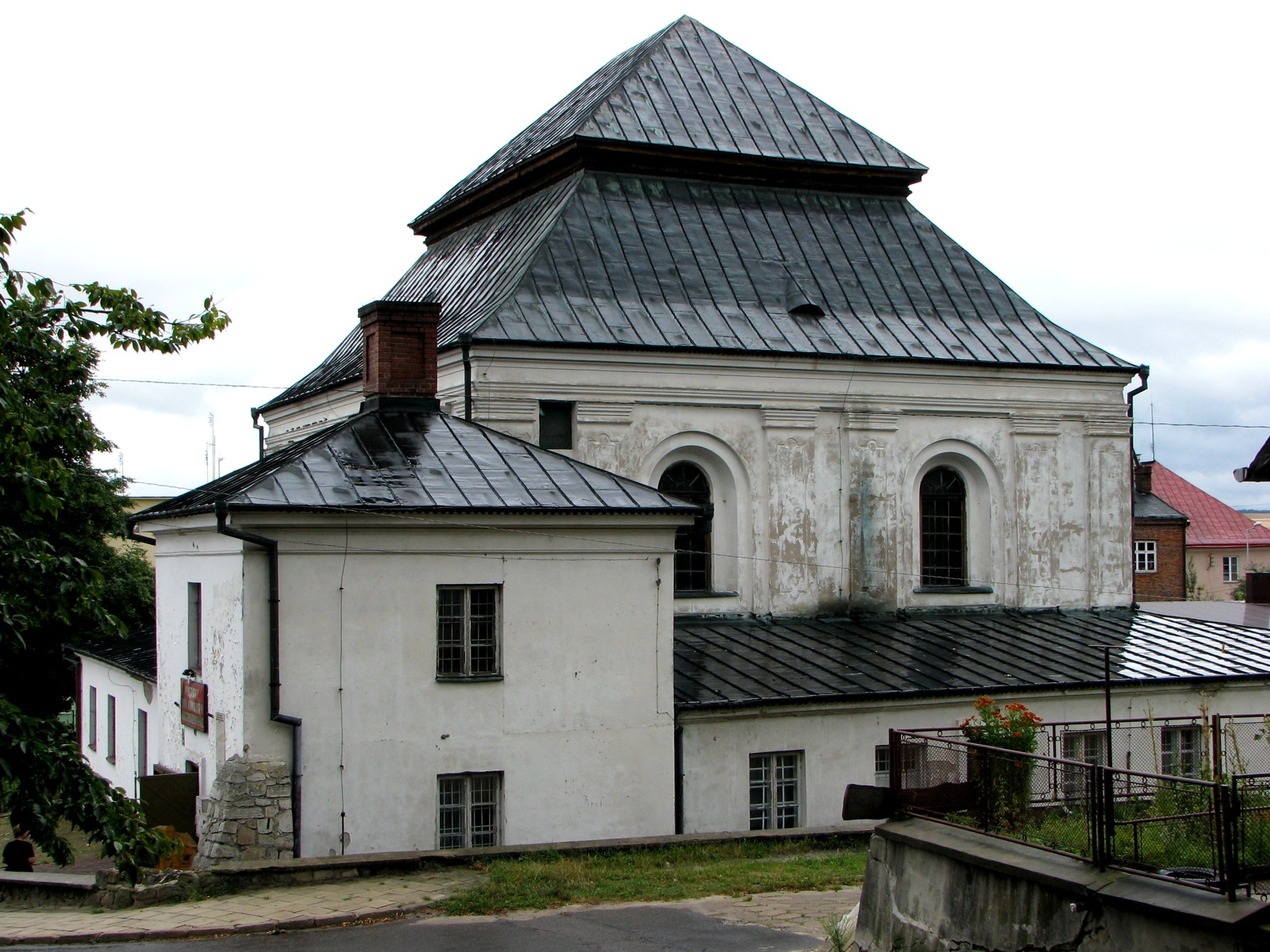
Synagoga przed remontem (2007)
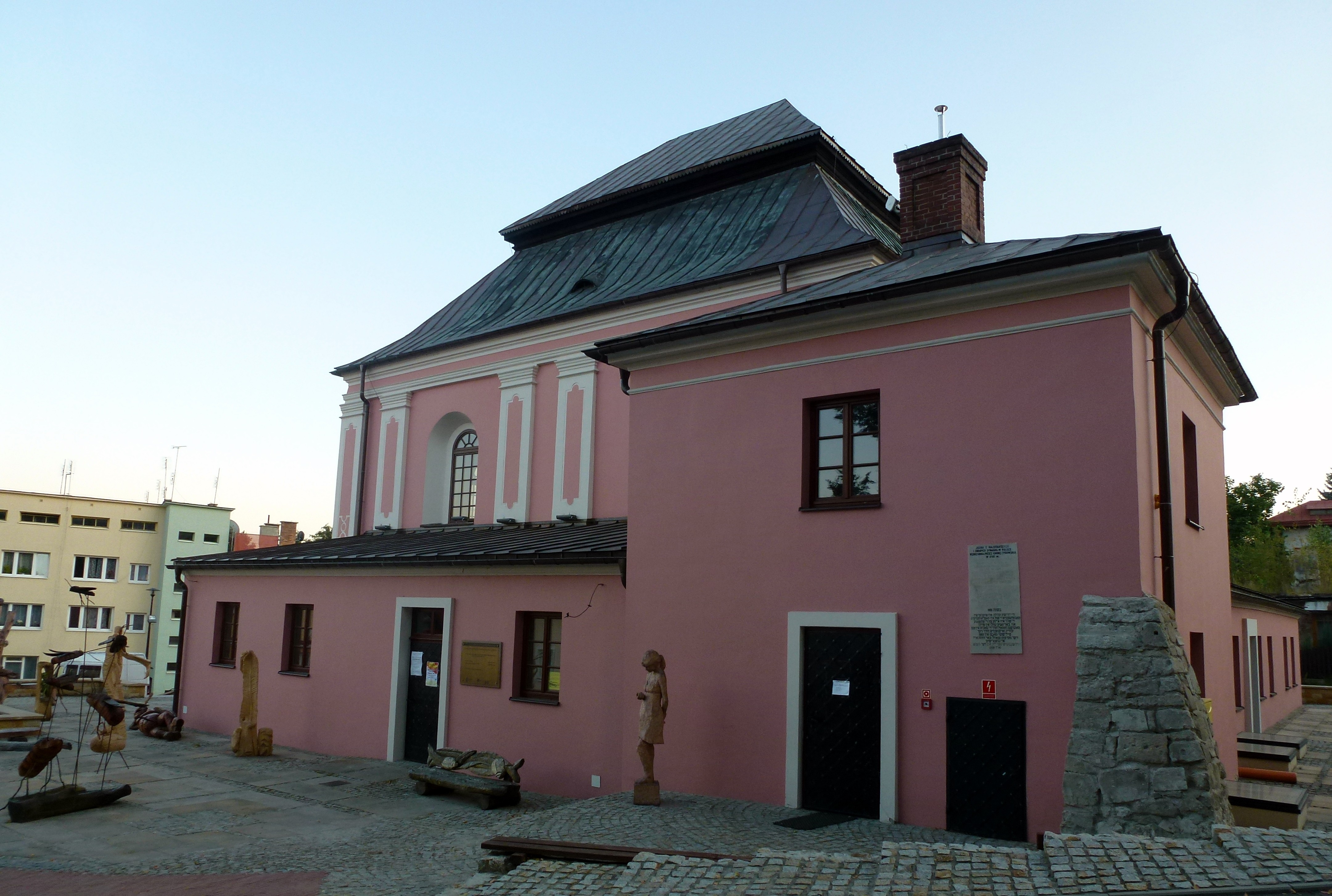
Synagoga po remoncie (2011)
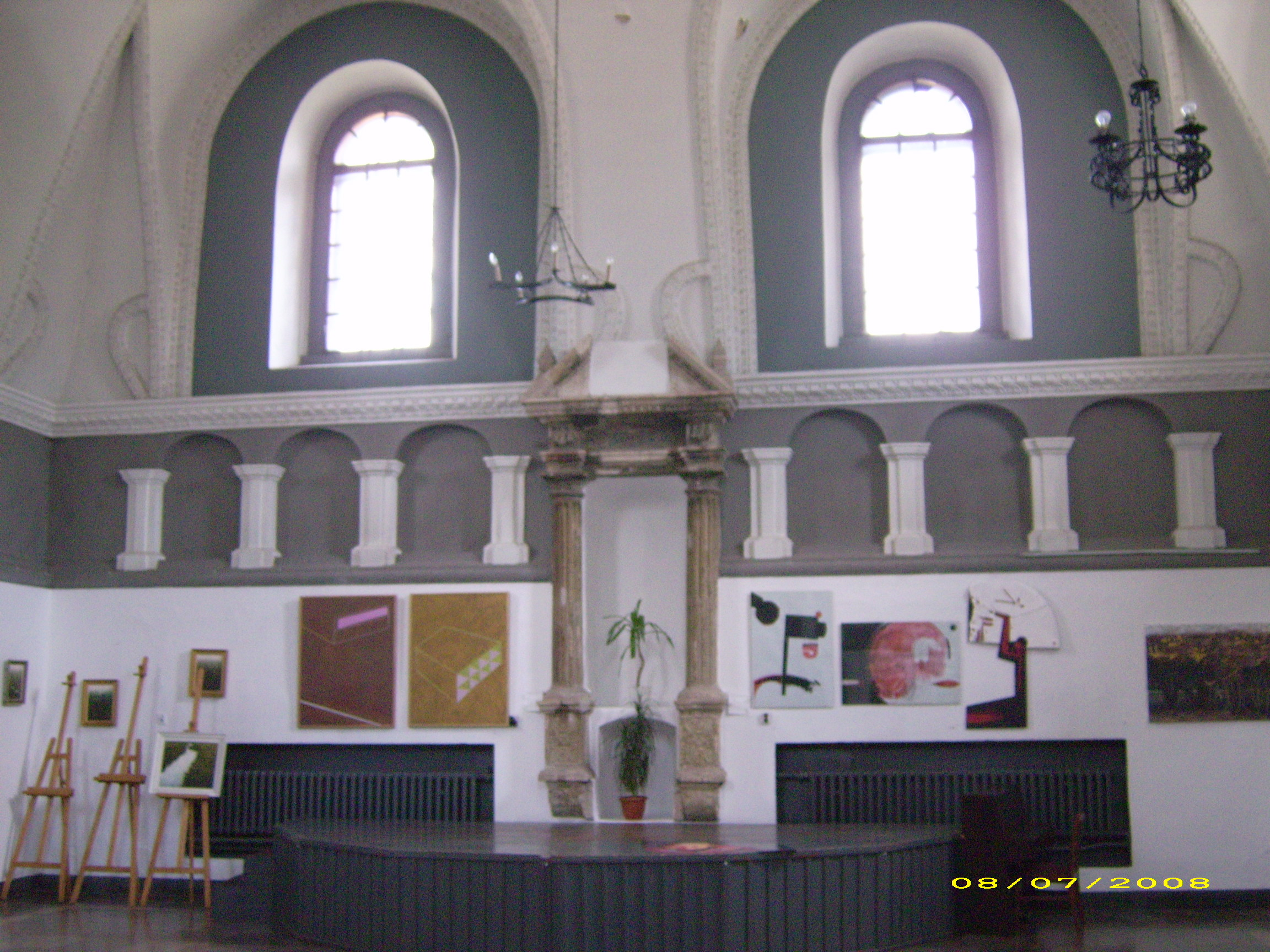
Wnętrze (2008)
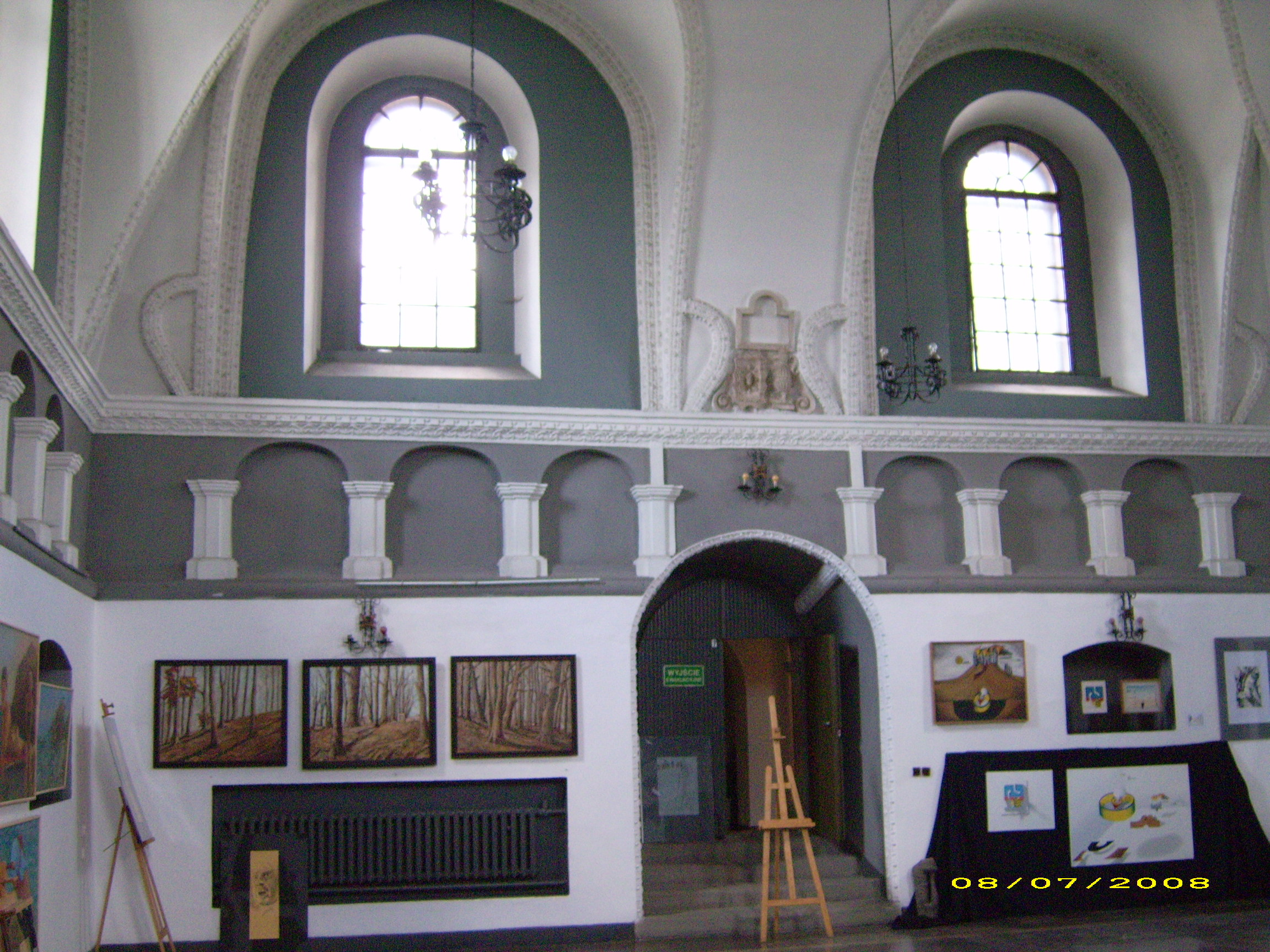
Wnętrze (2008)
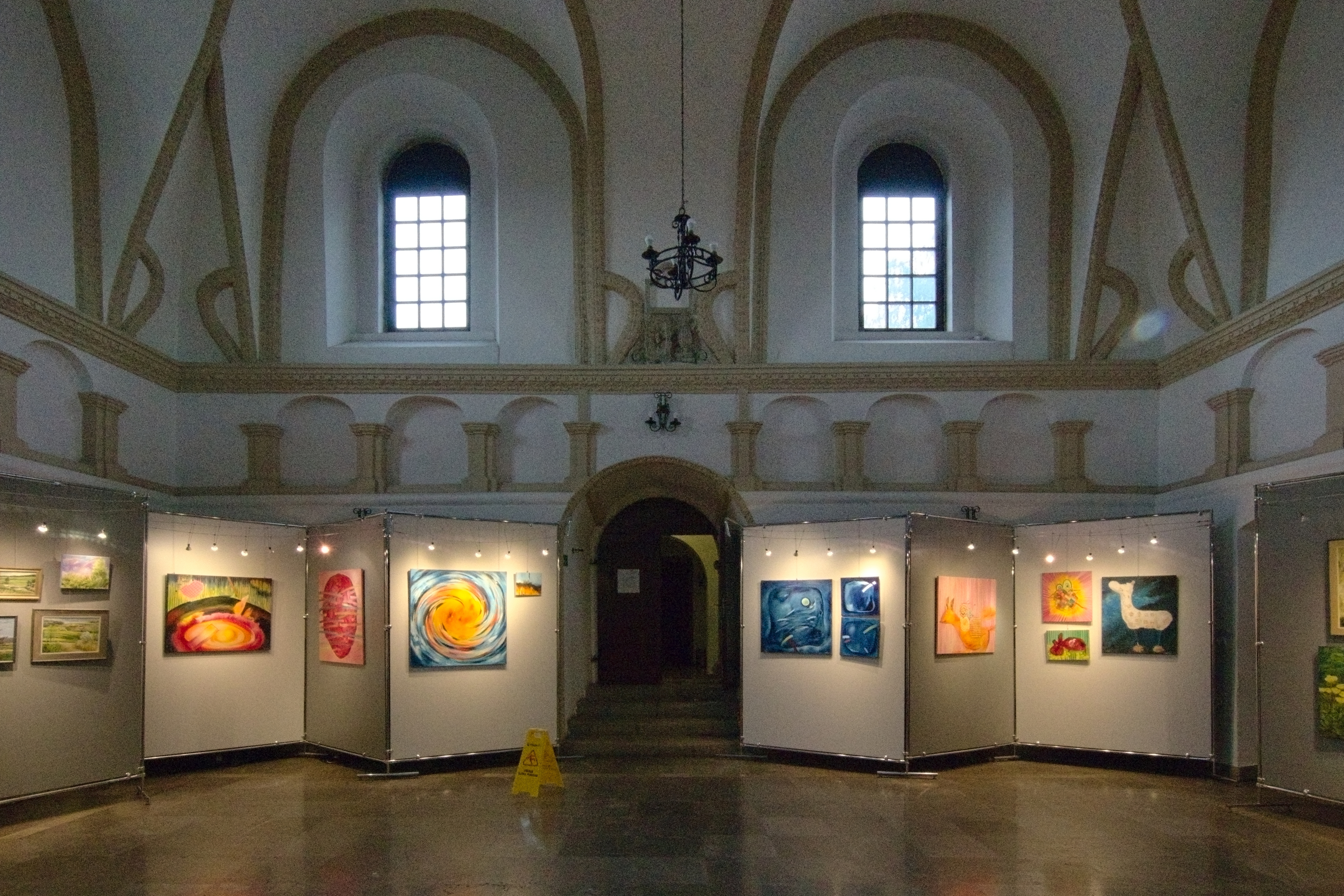
Wystawa malarstwa we wnętrzu (2023)
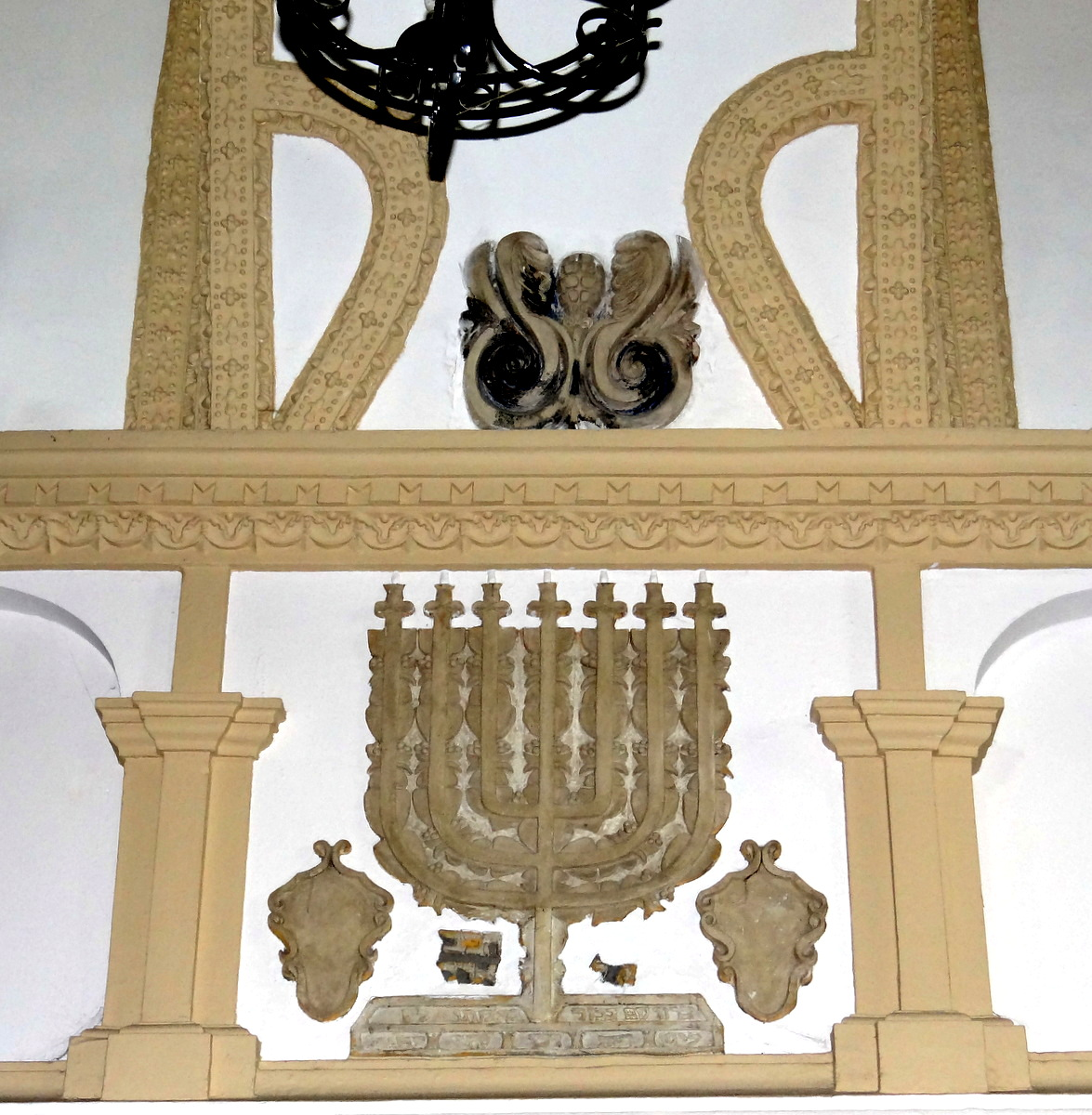
Płaskorzeźba z menorą (2014)